# Народна библиотека Шековићи
Народна библиотека Шековићи од својих првих видова кроз покретне библиотеке па до данас представља најзначајнијег носиоца културних активности на подручју Шековића. Библиотека се налази у улици Трг Краља Петра I бр. 58, на територији Шековића. Библиотека представља стуб културе и знања, што доказује дуготрајно трајање ове институције.

## Историјат
Народна библиотека настала је давне 1972. године. Временом и трајањем библиотека је својим постојањем значајан фактор у ширењу писмености и културе на овом подручју. Значајна година за Шековиће била је 1976. Те године као истурено одијељење Средње школе из Власенице почело је средњошколско образовање у Шековићима. Уписани су први полазници у Гимназију и Школу ученика у привреди.
Данас Библиотека ради као самостална установа под називом ЈУ "Народна библиотека" Шековићи и један је од носилаца културног развоја општине. Налази се у згради Дома културе "Владимир Николај" у центру Шековића. Располаже фондом од око 25.000 књига чији фонд се повећава из године у годину. Библиотечки фонд се повећава на више начина. У једној години добијено је чак 506 наслова од којих су 50 нови наслови који нису постојали у библиотеци. Један од њих јесте прикупљање књига добијених на поклон. Тај број је једне године износио 312 наслова, што показује заинтересованост читалаца на овим просторима. У библиотеци најтраженије су школске лектире и белетристика.
Библиотека је активан учесник у свим културним манифестацијама на општини. У свом раду остварује контакте са низом партнерских установа из свих сектора, како на подручју општине, тако и у ширем окружењу. Самостално организује бројне књижевне сусрете и промоције књига.У пригодним програмима припремљеним за те прилике, представљају се, не само значајних писци и други умјетници из локалне заједнице и окружења, него активно учешће у програму узимају и чланови наших секција.

## Организација
Основне организационе јединице Библиотеке су:
- Дјечије одјељење
- Одјељење за одрасле

## Галерија
- Споменик погинулим борцима ВРС у дворишту библиотеке.
- Споменик народном хероју Милошу Зекићу у дворишту библиотеке.